# باري ميلز
باري ميلز (بالإنجليزية: Barry Mills)‏ هو منتج تلفزيوني أمريكي، ولد في 28 مايو 1965 في نورفولك في الولايات المتحدة.

## وصلات خارجية
- باري ميلز على موقع IMDb (الإنجليزية)